# آندیلامنا

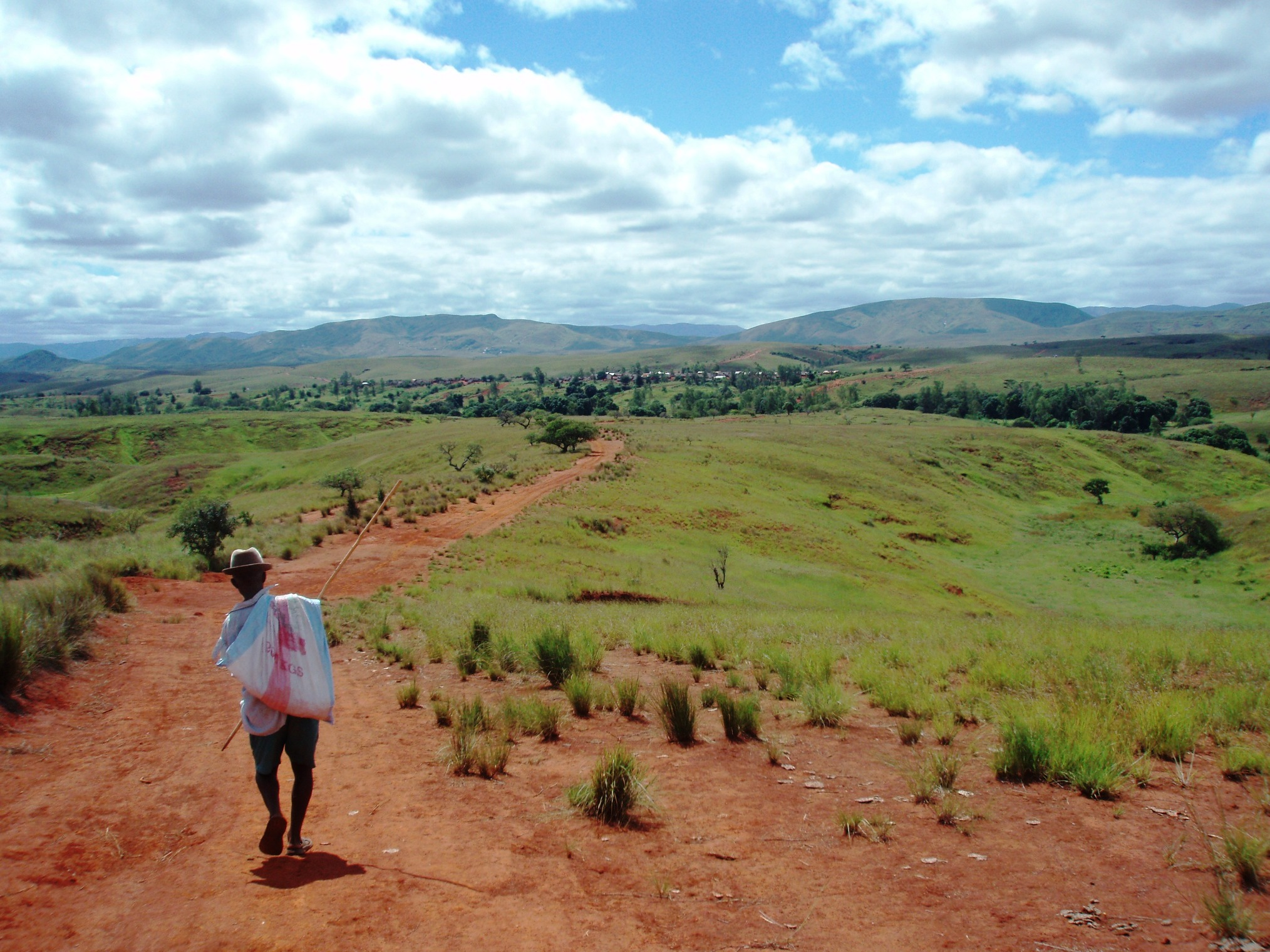
نمونه ای از چشم انداز سرزمین های شمالی آندیلامنا در اطراف شهر میاریناریوو.

آندیلامنا (Andilamena) یکی از ۵ ناحیه منطقه آلائوترا-مانگورو واقع در کشور ماداگاسکار می باشد. مرکز این ناحیه آندیلامنا است.